# The Quiet Zone/The Pleasure Dome
The quiet zone/The pleasure dome è l'ottavo album in studio del gruppo progressive inglese dei Van der Graaf Generator.

## Il disco
È l'ultimo album registrato dal gruppo prima della riunione del 2005 e presenta un suono più energico rispetto a quelli immediatamente precedenti, anticipando il sound dei futuri lavori da solista di Peter Hammill.
In questo album ritorna il bassista originale del gruppo Nic Potter, che aveva lasciato la band nel 1970, ed è presente anche il violinista Graham Smith, proveniente dagli String Driven Thing. Invece non ci sono più David Jackson (eccetto che per due collaborazioni) e Hugh Banton, modificandosi così considerevolmente il sound del gruppo.
Ufficialmente, il nome della band viene accorciato in "Van der Graaf" per questo album e per il successivo Vital, ma allo stesso tempo la Charisma usa entrambi i nomi per il proprio materiale pubblicitario.

## Tracce
Tutti i brani sono di Peter Hammill, eccetto dove indicato.
1. "Lizard Play"  – 4:29
2. "The Habit of the Broken Heart" – 4:40
3. "The Siren Song" – 6:05
4. "Last Frame" – 6:15
5. "The Wave" – 3:15
6. "Cat's Eye / Yellow Fever (Running)" (Hammill, Graham Smith) – 5:21
7. "The Sphinx in the Face" – 5:59
8. "Chemical World" – 6:12
9. "The Sphinx Returns"  – 1:18

### Bonus Tracks (contenute nella riedizione del 2005)
1. "Door"  – 3:23
2. "The Wave" – 3:03
3. "Ship of Fools" – 3:43

## Formazione
- Nic Potter – basso elettrico
- Guy Evans – batteria
- Peter Hammill – voce, pianoforte, chitarra
- Graham Smith – violino
- David Jackson – sassofono in "The Sphinx in the Face" e "The Sphinx Returns"